# 吉川菜美
吉川 菜美（きっかわ なみ）は、日本の脚本家。日本映画学校卒業。レプロエンタテインメント所属。

## 作品

### 映画
- かぞくのひけつ（2006年）
- 非女子図鑑「男の証明（あかし）」（2009年）※短編
- 非女子図鑑「混浴heaven」（2009年）※短編
- サビ男サビ女「くれえむないと！」（2010年）※短編
- RIVER（2012年）
- 過激派オペラ（2016年）
- PとJK（2017年）
- 純平、考え直せ（2018年）
- 私がモテてどうすんだ（2020年）
- 彼女（2021年/netflix）
- ハニーレモンソーダ（2021年）
- 交換ウソ日記（2023年）

### テレビドラマ
- ポイズンドーター・ホーリーマザー（2019年/WOWOW）
  - 第5話「優しい人」、第6話「マイディアレスト」
- 女ともだち（2020年/BSテレ東）
- 坂の上の赤い屋根（2024年/WOWOW）
- 三ツ矢先生の計画的な餌付け。（2024年/毎日放送）[2]